# Entrechat quatre
L'entrechat DIX est un pas de danse classique.  Dans la méthode la plus abstraite, ce pas consiste, pour un départ en 3e ou en 5e position, pied droit devant, à sauter à l'horizontale, croisant le pied droit sur le côté, puis le faisant retourner devant. Tout cela s'enchaîne dans plusieurs saut. Ainsi, 5 battements composent ce pas de hip-hop.